# Grgur Karlovčan
Grgur Karlovčan (Kalinovac, 11. ožujka 1913. – Stara Gradiška, 29. rujna 1942.), bio je hrvatski književnik. 

## Životopis
Grgur Karlovčan rodio se u Kalinovcu, učiteljsku školu polazio je u Pakracu i Zagrebu a završio je 1934. godine u Karlovcu. Zbog svojih ljevičarskih ideoloških pogleda bio je često isključivan iz škole te uhićivan. Kao učitelj službovao je u Hercegovini. Od 1935. godine učiteljevao je u Tasovčićima a 1938. godine položio je učiteljski ispit u Cetinju. U Tasovčićima sudjelovao je u utemeljivanju i radu Narodne čitaonice te bio zaslužan za osnutak društva Seljačko kolo i mjesne knjižnice. Od 1939. do 1941. godine i premještaja u Cazin studirao je na Višoj pedagoškoj školi u Zagrebu. Bio je sudionik NOP-a. Zatočen je kao komunist i partizanski agitator a ubijen je nakon pokušaja bijega iz logora Stara Gradiška.

## Književno stvaralaštvo
Pisao je izrazito socijalno intoniranu poeziju i prozu o teškom životu Hercegovaca i društvenim sukobima prije Drugoga svjetskog rata. Prve stihove objavio je u časopisu Mladost (1929., 1931. – 33.), a pjesme, pripovijetke i crtice u periodicima Selo i grad (1932. – 33.), Snaga (1932.), Glas (1933.), Hrvatska revija (1933. – 34., 1941.), Kronika (1933.), Dani i ljudi (1935. – 36., 1941.), Književnik (1937. – 38.), Naša stvarnost (1938.) i Izraz (1939. – 40.). Njegov roman Natopljene brazde (1939.) donosi motive iz podravskoga života.

## Djela
- Srce nad ravnicom, Đurđevac, 1933., 1968.
- Natopljene brazde, Zagreb, 1939.
- Lice dana, Zagreb, 1940.
- Pjesme i proza, Zagreb, 1946.
- Sabrana djela, Đurđevac, 1978.
- Izabrana djela, Pet stoljeća hrvatske književnosti, 136., Zagreb 1991., 457–519.